# كانابال
كانابال (بالإنجليزية: Canabalt) ، هي لعبة فيديو من نوع لعبة منصات، أنتجت عام 2009م، وتعمل على أنظمة ألعاب فيديو وهي آي أو إس وأندرويد وبلاي ستيشن بورتبل ونظام فلاش وأويا.

## وصلات خارجية
- كانابال على موقع Google Play (الإنجليزية)
- الموقع الرسمي
- Canabalt-ios Hosted Canabalt-iOS source code
- rgcd.co.uk Publisher of the Commodore 64 cartridge version